# Maria Wierzba
Maria Berger Wierzba (født 1. maj 2002 i Aalborg) er en kvindelig dansk håndboldspiller som spiller for danske Ringkøbing Håndbold i Damehåndboldligaen og Danmarks U/19-kvindehåndboldlandshold. Hun skiftede til den franske klub med øjeblikkelig virkning i februar 2022.
Hun har siden november 2021 optrådt for U/19-landsholdet som højre back, hvor hun også deltog under U/20-VM i håndbold 2022 i Slovenien. Her sluttede man på en 5. plads.
Hun er desuden lillesøster til den nuværende Aarhus United-spiller Anna Wierzba, med hvem hun også nåede at spille sammen med i Toulon. Hun forlængede efterfølgende sin kontrakt med klubben én yderligere sæson.